# Ernst Kantorowicz
Ernst Hartwig Kantorowicz (ur. 3 maja 1895 w Poznaniu, zm. 9 września 1963 w Princeton) − niemiecki historyk pochodzenia żydowskiego, mediewista. Specjalizował się w historii prawa i teologii politycznej średniowiecza, a także w dziejach Niemiec w epoce Hohenstaufów. Do jego najgłośniejszych prac należą Cesarz Fryderyk II (1927) i Dwa ciała króla (1957).

## Życiorys
Wywodził się z zasymilowanej żydowskiej rodziny właścicieli gorzelni. Był żołnierzem w I wojnie światowej, następnie wstąpił do Freikorpsu. W jego szeregach walczył z Powstaniem Wielkopolskim i Powstaniem Spartakusa w Berlinie. W latach 1918–1921 studiował filozofię, historię i ekonomię w Berlinie, Monachium i Heidelbergu. Habilitował się w 1922 roku. Kontynuował karierę naukową na Uniwersytecie we Frankfurcie, lecz w 1933 musiał zrezygnować z pracy i opuścić Niemcy (w grudniu 1938) po wprowadzeniu w życie narodowosocjalistycznej polityki rasowej. Na emigracji przez krótki czas pracował na Uniwersytecie Oksfordzkim, później przeniósł się na Uniwersytet Kalifornijski w Berkeley (1939). Ostatecznie osiedlił się w Princeton, gdzie jako pracownik naukowy Instytucie Studiów Zaawansowanych, opublikował fundamentalne dzieło The King's Two Bodies (Dwa ciała króla, wyd. polskie 2007), poświęcone średniowiecznej teologii politycznej i zmianom w postrzeganiu osoby monarchy, a także kształtowaniu się idei królestwa. Jego uczniem był m.in. Michael Cherniavsky. 

## Wybrane publikacje
- A Norman Finale of the Exultet and the Rite of Sarum, „The Harvard Theological Review”, Vol. 34(2), 1941.
- Plato in the Middle Ages, „The Philosophical Review”, Vol. 51(3), 1942.
- Laudes Regiae: A Study in Liturgical Acclamations and Mediaeval Ruler Worship, University of California Press, 1946.
- The Quinity of Winchester, „Art Bulletin”, Vol. XXIV, 1947.
- The Fundamental Issue: Documents and Marginal Notes on the University of California Loyalty Oath, Parker Print. Co., 1950.
- Dante's 'Two Suns', [w:] Semitic and Oriental Studies, 1951.
- Pro Patria Mori in Medieval Political Thought, „The American Historical Review”, Vol. 56(3), 1951.
- Inalienability: A Note on Canonical Practice and the English Coronation Oath in the Thirteenth Century, „Speculum”, Vol. XXIX, 1954.
- Mysteries of State: An Absolutist Concept and its Late Medieval Origins, „Harvard Theological Review”, Vol. XLVIII, 1955.
- The King’s Two Bodies: A Study in Mediaeval Political Theology, Princeton University Press, 1957.
- Frederick the Second, 1194-1250, Frederick Ungar Publishing Co., 1957.
- The Prologue to Fleta and the School of Petrus de Vinea, „Speculum”, Vol. XXXII, 1957.
- On the Golden Marriage Belt and the Marriage Rings of the Dumbarton Oaks Collection, „Dumbarton Oaks Papers”, Vol. XIV, 1960.
- The Archer in the Ruthwell Cross, „The Art Bulletin”, Vol. 42(1), 1960.
- Gods in Uniform, „Proceedings of the American Philosophical Society”, Vol. CV, 1961.
- Puer Exoriens: On the Hypapante in the Mosaics of S. Maria Maggiore, Perennitas, 1963.
- Selected Studies, J.J. Augustin, 1965.

## Publikacje w języku polskim
- Dwa ciała króla. Studium ze średniowiecznej teologii politycznej, przeł. Maciej Michalski i Adam Krawiec,  red. nauk. wyd. pol. Jerzy Strzelczyk, Warszawa: Wydawnictwo Naukowe PWN 2007.
- Fryderyk II 1194-1250, przeł. Grzegorz Smółka, Oświęcim: Napoleon V 2015.